# Łukasz Borkowski (polityk)
Łukasz Borkowski (ur. 29 lipca 1989 w Siemianowicach Śląskich) – polski polityk, działacz samorządowy, od 2024 przewodniczący Rady Miasta Katowice.

## Życiorys
Politycznie związany jest z Platformą Obywatelską. Odbył staż w Parlamencie Europejskim, pracował m.in. w Ministerstwie Administracji i Cyfryzacji, a także był asystentem senatora Kazimierza Kutza. W latach 2013–2017 pełnił funkcję wiceprzewodniczącego krajowego zarządu Stowarzyszenia „Młodzi Demokraci”. Odpowiadał wówczas za współpracę z młodzieżowymi organizacjami politycznymi z Europy. 
Jako kandydat z Komitetu Wyborczego Platforma Obywatelska RP startował podczas wyborów samorządowych 16 listopada 2014 roku na stanowisko radnego miasta Katowice z okręgu nr 3. Zdobył on wówczas 455 głosów, nie uzyskując mandatu. W grudniu 2017 roku katowickie struktury Platformy Obywatelskiej zatrudniły go jako rzecznika prasowego.
W wyborach samorządowych 21 października 2018 roku startując ponownie z okręgu wyborczego nr 3 zdobył mandat radnego Rady Miasta Katowice z list Koalicyjnego Komitetu Wyborczego Koalicja Obywatelska, uzyskując 1 937 ważnych głosów. W trakcie kadencji 2018–2024 był przewodniczącym Komisji Transportu, a także był członkiem Komisji Rozwoju Miasta i Komisji Klimatu.
3 grudnia 2018 roku przed rozpoczęciem drugiej sesji Sejmiku Województwa Śląskiego planował wręczyć Wojciechowi Kałuży lustro w związku z jego wyborem na stanowisko wicemarszałka województwa śląskiego i oskarżeniami o korupcję polityczną. W efekcie tego zajścia katowicki radny Piotr Pietrasz z Prawa i Sprawiedliwości wniósł na sesję Rady Miasta Katowice wniosek sprawie odwołania Łukasza Borkowskiego z funkcji przewodniczącego Komisji Transportu. Na sesji 20 grudnia tego samego roku wniosek ten został odrzucony.
Był pomysłodawcą zainicjowanej przez samorząd miasta Katowice w listopadzie 2023 roku kampanii „Kupuj lokalnie – wspieraj realnie”, promującej lokalnych przedsiębiorców i rzemieślników.
W wyborach samorządowych 7 kwietnia 2024 roku uzyskał reelekcję z list Koalicji Obywatelskiej, zdobywając 4 024 ważnych głosów w okręgu nr 3. 6 maja tego samego roku został wybrany przewodniczącym Rady Miasta Katowice. Jego kandydaturę poparło wówczas 20 z 26 radnych, jego kontrkandydat Piotr Pietrasz otrzymał 5 głosów, a jeden radny oddał głos nieważny. Dotychczasowy przewodniczący Maciej Biskupski z Forum Samorządowego i Marcin Krupa został natomiast wiceprzewodniczącym rady, a 10 grudnia powołano go na stanowisko wiceprezydenta Katowic.
Działa społecznie w katowickim stowarzyszeniu BoMiasto.